# Vegetatieopname

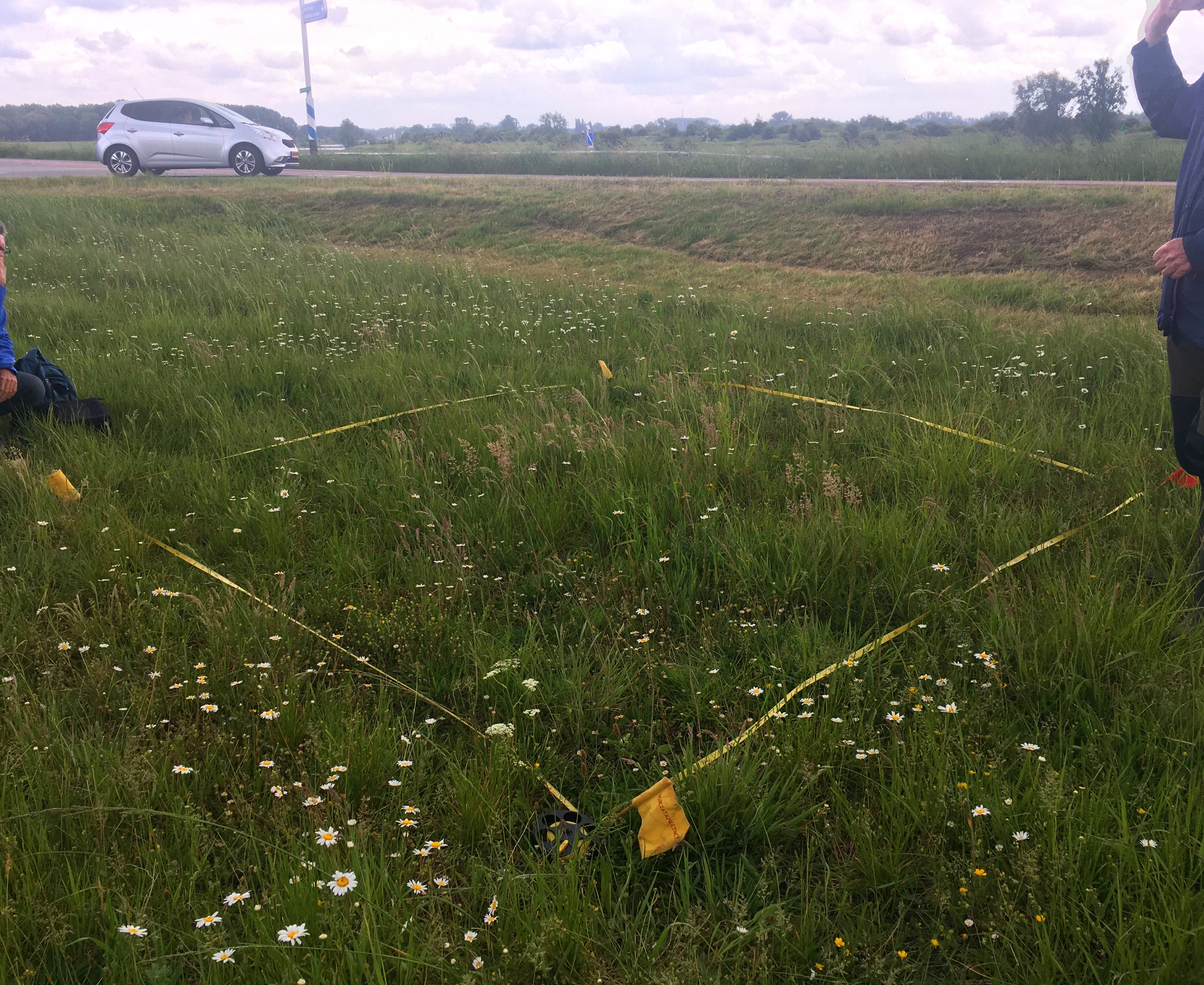
Plot van een vegetatieopname

Een vegetatieopname (ook wel relevé, opname of steekproefname) is de onderzoekseenheid binnen de vegetatiekunde. 

## Methoden
De vegetatieopname is een registratie van een steekproef van een plantengemeenschap. Per plantensoort wordt daarbij vastgelegd de bedekking, talrijkheid (abundantie), frequentie, vitaliteit, fertiliteit en/of de fenologische toestand in een bepaald proefvlak en van de ruimtelijke vegetatiestructuur. De hoogte en bedekking van de vegetatielagen omdat de aanwezigheid van vegetatielagen een grote rol kan spelen, zoals bij een kruidlaag de beschaduwing en beschutting door een boomlaag tegen directe zonnestralen.
Daarnaast wordt per proefvlak de administratieve gegevens vastgelegd. Verschillende factoren beïnvloeden de uiteindelijke vegetatieopname, zoals:
- De namen van de waarnemer(s): de specialismen van de waarnemer(s) spelen een meestal rol bij het maken van een opname. Vaak worden cryptogamen maar ten dele betrokken in het onderzoek.
- De datum van de vegetatieopname, omdat deze een rol speelt bij het seizoensaspect, bijvoorbeeld bij de voorjaarsflora in bossen is later in het seizoen maar moeilijk waarneembaar. Paddenstoelen zijn maar een korte periode in het jaar waarneembaar.
- De plaats van de opname.
- De afmetingen van het steekproef-oppervlak; deze laat men afhangen van de aard van de vegetatie, bijvoorbeeld gaat het om een bos (groot oppervlak is nodig), een grasland of om epifyten op de schors van een boomstam (klein oppervlak kan volstaan).
- Ook de ligging van het proefvlak is van groot belang, zoals de helling (inclinatie) en de hellingsrichting (expositie), zoals bij opnamen in de duinen met zuid- of noord-geëxponeerde hellingen (expositie) of beneden in de duinpan.
- Het substraat (zoals de bodemtype, grondwaterstand), de aard van het substraat (bijvoorbeeld in oppervlaktewater, op zand, op klei, op basalt, op boomschors of op vermolmend hout) moet worden vastgelegd.
- De beheerstoestand (bijvoorbeeld betreden, gemaaid, beweid).

## Opname type
|                                                                        |                              | m opnames (monsters)   | m opnames (monsters)   | m opnames (monsters)   | m opnames (monsters)   | m opnames (monsters)   | m opnames (monsters)   | m opnames (monsters) | m opnames (monsters)   |
| Opname1                                                                | Opname2                      |                        | Opnamef                |                        | Opnameg                |                        | Opnamem                |                      |                        |
| ---------------------------------------------------------------------- | ---------------------------- | ---------------------- | ---------------------- | ---------------------- | ---------------------- | ---------------------- | ---------------------- | -------------------- | ---------------------- |
| n afhankelijke soorten {\displaystyle y_{1}} t/m {\displaystyle y_{n}} | Soort1 {\displaystyle y_{1}} | {\displaystyle y_{11}} | {\displaystyle y_{12}} |                        | {\displaystyle y_{1f}} |                        | {\displaystyle y_{1g}} |                      | {\displaystyle y_{1m}} |
| n afhankelijke soorten {\displaystyle y_{1}} t/m {\displaystyle y_{n}} | Soort2 {\displaystyle y_{2}} | {\displaystyle y_{21}} | {\displaystyle y_{22}} | {\displaystyle y_{2f}} | {\displaystyle y_{2g}} | {\displaystyle y_{2m}} |                        |                      |                        |
| n afhankelijke soorten {\displaystyle y_{1}} t/m {\displaystyle y_{n}} |                              |                        |                        |                        |                        |                        |                        |                      |                        |
| n afhankelijke soorten {\displaystyle y_{1}} t/m {\displaystyle y_{n}} | Soorti {\displaystyle y_{i}} | {\displaystyle y_{i1}} | {\displaystyle y_{i2}} | {\displaystyle y_{if}} | {\displaystyle y_{ig}} | {\displaystyle y_{im}} |                        |                      |                        |
| n afhankelijke soorten {\displaystyle y_{1}} t/m {\displaystyle y_{n}} |                              |                        |                        |                        |                        |                        |                        |                      |                        |
| n afhankelijke soorten {\displaystyle y_{1}} t/m {\displaystyle y_{n}} | Soortj {\displaystyle y_{j}} | yj1                    | {\displaystyle y_{j2}} | {\displaystyle y_{jf}} | {\displaystyle y_{jg}} | {\displaystyle y_{jm}} |                        |                      |                        |
| n afhankelijke soorten {\displaystyle y_{1}} t/m {\displaystyle y_{n}} |                              |                        |                        |                        |                        |                        |                        |                      |                        |
| n afhankelijke soorten {\displaystyle y_{1}} t/m {\displaystyle y_{n}} | Soortn {\displaystyle y_{n}} | {\displaystyle y_{n1}} | {\displaystyle y_{n2}} | {\displaystyle y_{nf}} | {\displaystyle y_{ng}} | {\displaystyle y_{nm}} |                        |                      |                        |

Een opname kan volgens een aantal methoden worden gemaakt, zoals de Braun-Blanquet-methode die is opgesteld door Josias Braun-Blanquet en sinds 1927 (in meer of minder aangepaste vorm) wordt gebruikt. Behalve de aanwezigheid van de soorten worden (eventueel) de talrijkheid (abundantie), de levensfase, de mate waarin de planten gegroepeerd of meer verspreid staan (sociabiliteit) en de aanwezigheid.
Waar bij de methode volgens Braun-Blanquet homogene vegetaties worden vastgelegd, wordt de methode volgens de Tansley-schaal ook toegepast bij de vegetatieopnamen van landschapselementen (ecotopen). Deze hebben vaak een homogene vegetatie in het centrale deel, maar hebben aan hun randen vaak een min of meer afwijkende soortensamenstelling. Voorbeelden zijn: graslandpercelen, wegbermen en sloten. In sommige gevallen voldoen ook soortenlijsten (met de af- en aanwezigheid van aangetroffen soorten).
| Schattingsschalen voor opnamen van vegetaties | Schattingsschalen voor opnamen van vegetaties | Schattingsschalen voor opnamen van vegetaties | Schattingsschalen voor opnamen van vegetaties | Schattingsschalen voor opnamen van vegetaties | Schattingsschalen voor opnamen van vegetaties | Schattingsschalen voor opnamen van vegetaties | Schattingsschalen voor opnamen van vegetaties | Schattingsschalen voor opnamen van vegetaties | Schattingsschalen voor opnamen van vegetaties | Schattingsschalen voor opnamen van vegetaties | Schattingsschalen voor opnamen van vegetaties |
| --------------------------------------------- | --------------------------------------------- | --------------------------------------------- | --------------------------------------------- | --------------------------------------------- | --------------------------------------------- | --------------------------------------------- | --------------------------------------------- | --------------------------------------------- | --------------------------------------------- | --------------------------------------------- | --------------------------------------------- |
| Braun-Blanquet-schaal                         | Braun-Blanquet-schaal                         | Braun-Blanquet-schaal                         |                                               | Barkman, Doing & Segal                        | Barkman, Doing & Segal                        | Barkman, Doing & Segal                        |                                               | van der Maarel                                |                                               | Tansley-schaal                                | Tansley-schaal                                |
| Symbool                                       | Bedekking                                     | Talrijkheid                                   | Symbool                                       | Bedekking                                     | Talrijkheid                                   | Symbool                                       | Aanwezigheid                                  | van der Maarel                                |                                               |                                               |                                               |
| +                                             | ≤ 1%                                          | weinig individuen                             |                                               | r                                             | ≤ 1%                                          | enkele individuen (1-2)                       |                                               | 1                                             |                                               | s                                             | sporadisch (sporadic)                         |
| +                                             | ≤ 1%                                          | weinig individuen                             | +                                             | ≤ 1%                                          | weinig individuen (2–5)                       | 2                                             | r                                             | zelden (rare)                                 |                                               |                                               |                                               |
| 1                                             | ≤ 5%                                          | veel individuen                               | 1                                             | ≤ 5%                                          | veel individuen (5–50)                        | 3                                             | o                                             | zo nu en dan (occasional)                     |                                               |                                               |                                               |
| 2                                             | ≤ 5%                                          | veel individuen                               | 2m                                            | ≤ 5%                                          | zeer veel individuen (≥ 50)                   | 4                                             | lf                                            | locally frequent                              |                                               |                                               |                                               |
| 2                                             | 5%–25%                                        | -                                             | 2a                                            | 5%–12,5%                                      | -                                             | 5                                             | f                                             | frequent (frequent)                           |                                               |                                               |                                               |
| 2                                             | 5%–25%                                        | -                                             | 2b                                            | 12,5%–25%                                     | -                                             | 6                                             | la                                            | locally abundant                              |                                               |                                               |                                               |
| 3                                             | 25%–50%                                       | -                                             | 3                                             | 25%–50%                                       | -                                             | 7                                             | a                                             | talrijk (abundant)                            |                                               |                                               |                                               |
| 4                                             | 50%–75%                                       | -                                             | 4                                             | 50%–75%                                       | -                                             | 8                                             | ld                                            | locally dominant                              |                                               |                                               |                                               |
| 5                                             | 75%–100%                                      | -                                             | 5                                             | 75%–100%                                      | -                                             | 9                                             | d/cd                                          | overheersend (co-/dominant)                   |                                               |                                               |                                               |

Bij regelmatig herhaalde vegetatieopnamen op bepaalde vaste plaatsen (met het doel veranderingen in de loop van de tijd te kunnen onderzoeken) spreekt men van permanente kwadraten of pq's. 
Bij een vast afgezet traject worden de aanwezige plantensoorten worden benoemd en onder andere de abundanties geschat. Met deze werkwijze kunnen gemeenschapsgradiënten en ecologische gradiënten worden onderzocht.
Ook is het mogelijk een proefvlak te kiezen, dat weer wordt onderverdeeld in deelvlakjes. Per deelvakje wordt de aanwezigheid van de soorten vastgesteld, zodat het mogelijk wordt in het proefvlak de frequentie van de soorten te bepalen.

## Vegetatietype
Vegetatieopnamen kunnen volgens verschillende classificatiesystemen of typologieën worden ingedeeld, zoals op grond van de dominante levensvormen of groeivormen (bij voorbeeld: grassen, struiken, bomen), op grond van indicatorsoorten als freatofyten of op grond van de aanwezigheid van kentaxa in vegetatietypen.

## Numerieke uitwerking van de data
De gegevens van de vegetatieopnamen worden verzameld in een vegetatietabel (een matrix), waar de kolommen de opnamen vertegenwoordigen, en de rijen de soorten.
Uitgaande van een tabel is het mogelijk om tussen alle paren van opnames de similariteite en distanties te berekening om de mate van overeenkomst of van verschil in een getal weer te geven: de indices. Er zijn meestal enkele soorten die ontbreken in bepaalde paren van opnames, waardoor het nodig is te besluiten of de betreffende soort moet worden meegenomen in de berekening van de index. Voorbeelden van indices voor overeenkomst zijn  correlatiecoëfficiënten, voor indices voor verschillen zijn voorbeelden: euclidische afstand en city block distance.
De tabellen met indices worden verder gebruikt voor verdere (multivariate) analyse, zoals classificatie en ordinatie.